# Dolichopus mironovi
Dolichopus mironovi är en tvåvingeart som först beskrevs av Grichanov 1998.  Dolichopus mironovi ingår i släktet Dolichopus och familjen styltflugor.
Artens utbredningsområde är Ghana. Inga underarter finns listade i Catalogue of Life.